# 45 Dywizja Strzelecka (1935–1943)
45 Dywizja Strzelecka – związek taktyczny piechoty Armii Czerwonej.
W czerwcu 1941 roku 45 Dywizja Strzelecka wchodziła w skład 15 Korpusu Strzeleckiego, 5 Armii. W dniu napaści niemieckiej na ZSRR, razem ze strażnikami granicznymi broniła granicy w rejonie Włodawy. Do walk doszło również w rejonie Lubomla gdzie jeden z pułków 45 DS stawił twardy opór atakującej jego pozycje niemieckiej 56 Dywizji Piechoty. W 1942 roku podczas walk o Stalingrad dywizja broniła wysp na rzece Wołdze.

## Dowódcy dywizji
- kombrig Iwan Korniłow (był w 1939)[3],
- gen. mjr Gawriił Szerstiuk[4].

## Struktura organizacyjna
- 10 Pułk Strzelecki
- 61 Pułk Strzelecki
- 253 Pułk Strzelecki
- 178 Pułk Atrylerii Lekkiej
- 217 Pułk Artylerii Haubic
- 408 samodzielny batalion czołgów[5]
- batalion przeciwpancerny,
- batalion artylerii przeciwlotniczej,
- batalion zwiadu,
- batalion saperów
- inne służby.